# Onno Hoes
Onno Hoes (sinh ngày 5 tháng 6 năm 1961) là một chính khách người Hà Lan của Đảng Nhân dân vì Tự do và Dân chủ (VVD) và là doanh nhân. Ông là Thị trưởng của Haarlemmermeer diễn xuất kể từ ngày 28 tháng 11 năm 2017.
Ông là Thị trưởng của Maastricht từ ngày 1 tháng 11 năm 2010 đến ngày 30 tháng 6 năm 2015. Từ ngày 11 tháng 3 năm 2010 đến ngày 12 tháng 10 năm 2014, ông cũng là Chủ tịch của Trung tâm Thông tin và Tài liệu Hà Lan Israel. Trước khi trở thành thị trưởng của Maastricht Hoes đã giữ một số vị trí chính trị. Từ năm 1992 đến 2003, ông là thành viên của quốc hội tỉnh Bắc Brabant, từ năm 1993 đến năm 1998, ông cũng là thành viên của hội đồng thành phố 's-Hertogenbosch, và từ năm 2001 đến 2010, ông là thành viên của ban điều hành tỉnh miền Bắc Brabant, đối phó với các chủ đề khác nhau như phát triển kinh tế, quan hệ quốc tế và sinh thái.
Hoes có một phần gốc Do Thái, mẹ là người Do Thái và cha là Công giáo. Ông đã kết hôn với người dẫn chương trình truyền hình Hà Lan Albert Verlinde. Nữ diễn viên Isa Hoes là em gái của ông. Năm 2014 Onno Hoes ly dị Albert Verlinde.
Năm 2013 Hoes tiết lộ rằng ông đã có một số vấn đề ngoại khóa kể từ khi được bầu làm Thị trưởng Maastricht. Vụ bê bối diễn ra ở nơi công cộng dẫn đầu hội đồng thành phố Maastricht để lấy phiếu tín nhiệm.
Mặc dù sống sót sau cuộc bỏ phiếu của hội đồng, Onno Hoes tuyên bố từ chức thị trưởng Maastricht vào ngày 10 tháng 12. Trong thông báo, Hoes đề nghị ở lại cho đến khi một thị trưởng mới được bổ nhiệm.